# Équipe d'Écosse de rugby à XV au Tournoi des Cinq Nations 1990
L'équipe d'Écosse de rugby à XV au Tournoi des Cinq Nations 1990 termine à la première place en réalisant un Grand Chelem, soit quatre victoires pour quatre matchs disputés. C'est le troisième Grand Chelem de l’histoire du Tournoi pour l'Écosse.

## Liste des joueurs
Seize joueurs ont contribué à ce succès. 
| Entraîneur |                        |                                             |
| Avants     | Pilier                 | David Sole (cap.), Paul Burnell             |
| Avants     | Talonneur              | Kenny Milne                                 |
| Avants     | Deuxième ligne         | Chris Gray, Damian Cronin                   |
| Avants     | Troisième ligne aile   | John Jeffrey, Finlay Calder, Derek Turnbull |
| Avants     | Troisième ligne centre | Derek White                                 |
| Arrières   | Demi de mêlée          | Gary Armstrong                              |
| Arrières   | Demi d'ouverture       | Craig Chalmers                              |
| Arrières   | Centre                 | Scott Hastings, Sean Lineen                 |
| Arrières   | Ailier                 | Iwan Tukalo, Tony Stanger                   |
| Arrières   | Arrière                | Gavin Hastings                              |

## Résultats des matchs
Tous les matchs de l'Écosse se tiennent un samedi :
- 3 février, victoire 13-10 contre l'équipe d'Irlande à Dublin
- 17 février, victoire 21-0 contre l'équipe de France à Édimbourg
- 3 mars, victoire 13-9 contre l'équipe du pays de Galles à Cardiff
- 17 mars, victoire 13-7 contre l'équipe d'Angleterre à Édimbourg.

## Statistiques

### Meilleur réalisateur
- Craig Chalmers : 33 points.

### Meilleur marqueur d'essais
- Derek White : 2 essais.